# Davidova zvezda
Davidova zvezda (hebrejsko Magen David ali Mogen Dovid, מגן דוד, po slovensko Davidov ščit, arabsko Najmat Dawuud نجمة داوود; znana pa je tudi pod imenom Solomonov pečat) je simbol judaizma, ob ustanovitvi Izraela pa je postala tudi simbol te države in je upodobljena na izraelski zastavi. Sicer je ta zvezda uporabljana tudi v islamu in drugih vzhodnih religijah. V geometričnem smislu je heksagram.

## Pomen
Šest krakov zvezde simbolizira božjo prevlado v vesolju, v vseh šestih smereh: na jugu, severu, vzhodu, zahodu ter spodaj in zgoraj.

## Holokavst
V času tretjega rajha je Davidova zvezda služila kot ločevalno znamenje. Judje so jo bili primorani nositi na vrhnjem delu oblačila v rumeni barvi, da jih ne bi zamenjevali z ostalimi prebivalci. V koncentracijskih taboriščih so na delovnih oblekah nosili podobne prišitke.